# Vidya Balan
Vidya Balan ([ʋɪd̪jaː baːlən] Tamil: வித்யா பாலன், Hindi: विद्या बालन, Vidyā Bālan; * 1. Januar 1979 in Chembur, Mumbai) ist eine indische Bollywoodschauspielerin und lebt in Mumbai, Indien.
Sie ist dafür bekannt, starke weibliche Hauptfiguren zu verkörpern, und zudem trägt sie an den Änderungen im Konzept der Hindi-Filmheldin bei.

## Leben
Vidya Balan wurde als Tochter von P. R. Balan, dem Vizepräsidenten von ETC Channel, und einer tamilischsprachigen Hausfrau in Palakkad, Kerala, geboren, wuchs aber in Mumbai auf, wo sie die St. Anthony's Girls High School und später das St. Xavier’s College der University of Mumbai besuchte. Die sprachbegabte Studentin, die unter anderem Tamilisch, Malayalam, Marathi, Englisch, Hindi, und Bengalisch beherrscht, machte ihren Hochschulabschluss in Soziologie.

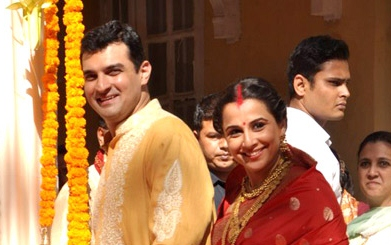
Vidya und Siddharth Roy Kapur auf ihrer Hochzeitszeremonie im Dezember 2012

Sie heiratete im Dezember 2012 den Produzenten Siddharth Roy Kapur, der für Walt Disney India arbeitet und unter dem Banner produziert.

### Karriere
Balan stand früh vor der Kamera. 1995 spielte sie mit 17 Jahren in der Sitcom Hum Paanch mit.
Vidya Balan sollte in dem Malayalam-Film Chakram mitspielen, jedoch wurde der Film während der Produktion abgebrochen. Ihre Versuche, Filme zu drehen, scheiterten vorerst. Danach wandte sie sich an das Fernsehen und machte Werbung. Seit 1998 hat sie schon viele Werbespots gedreht. Regie führte meistens Pradeep Sarkar. Vidya nahm auch Nebenrollen in Musikvideos an. 
2003 erschien Balan in dem bengalischen Film Bhalo Theko, und zwei Jahre später debütierte sie in Bollywood mit Parineeta an der Seite von Saif Ali Khan und Sanjay Dutt. Letzterer Film war sehr erfolgreich und viele bekannte Regisseure boten ihr Rollen für Filme an. Auch ihr nächster Bollywoodfilm Lage Raho Munna Bhai mit Sanjay Dutt wurde ein großer Hit.
In der Verfilmung von Silk Smithas Leben The Dirty Picture (2011) konnte Balan sich selbst neben Emraan Hashmi und Naseeruddin Shah beweisen und gewann mehrere Preise für ihre Darbietung.
In der Doku-Drama No One Killed Jessica verkörperte Vidya Sabrina Lall, deren Schwester Jessica Lall 1999 ermordet wurde, weil sie sich weigerte, Alkohol nach Ladenschluss zu verkaufen. Mit der Journalistin Meera Gaity, die von Rani Mukerji gespielt wurde, möchte sie den Mörder ihrer Schwester ins Gefängnis stecken, was sich als sehr problematisch herausstellt, da er der Sohn eines einflussreichen Politikers ist. Mit der Unterstützung von Sabrina Lall konnten sie unter den UTV Spotboy Banner das Projekt verwirklichen mit dem Regisseur Raj Kumar Gupta.
Unter der Regie von Sujoy Ghosh verkörperte sie in Kahaani (2012) die schwangere Vidya Bagchi, die ihren verschollenen Mann sucht und sich dabei in Gefahr begibt. Ihre Darbietung wurde von Kritikern gepriesen und sie bekam mehrere Preise, darunter den Filmfare-Preis für die beste Schauspielerin.
Eine Telugu und Tamil Version, Anaamika und Nee Enge En Anbe, kamen zwei Jahre später ins Kino.
2013 wurde sie in die Wettbewerbsjury der 66. Internationalen Filmfestspiele von Cannes berufen.
2014 spielte sie in Bobby Jasoos die Titelrolle als Detektivin, die sich verkleidet, um Fälle zu lösen. Der Erfolg blieb aus und auch die Kritiker konnte der Film nicht überzeugen sowie zuvor in Shaadi Ke Side Effects (2014), in dem sie Trisha spielt, die sich nach der Geburt ihrer Tochter mit ihrem Mann streitet.
In der vierten Zusammenarbeit mit Emraan Hashmi ist Balan 2015 in Mahesh Bhatts romantischem Filmdrama Hamari Adhuri Kahani zu sehen, das auf der Liebesgeschichte von Bhatts Eltern basiert.

## Filmografie
- 2003: Bhalo Theko
- 2005: Parineeta – Das Mädchen aus Nachbars Garten (Parineeta)
- 2006: Lage Raho Munna Bhai
- 2007: Guru – Ein Leben voller Leidenschaft (Guru)
- 2007: Salaam-e-Ishq
- 2007: Eklavya – Der königliche Wächter (Eklavya: The Royal Guard)
- 2007: Heyy Babyy
- 2007: Bhool Bhulaiyaa
- 2007: Om Shanti Om (Tanzauftritt)
- 2008: Halla Bol
- 2008: Kismat Konnection
- 2009: Paa
- 2010: Ishqiya
- 2011: No One Killed Jessica
- 2011: The Dirty Picture
- 2012: Kahaani
- 2013: Ghanchakkar
- 2014: Shaadi Ke Side Effects
- 2014: Bobby Jasoos
- 2015: Hamari Adhuri Kahani
- 2016: Te3n
- 2016: Ekk Albela
- 2016: Kahaani 2
- 2017: Begum Jaan
- 2017: Tumhari Sulu

## Auszeichnungen
- 2005: Anand Lok Puraskar Award, Best Actress für Bhalo Theko
- 2006: Star Screen Award/Meistversprechende Newcomerin für Parineeta
- 2006: Stardust Superstar of Tomorrow - Female für Parineeta
- 2006: Filmfare Award/Bestes Debüt für Parineeta
- 2006: Zee Cine Award/Beste Debütantin für Parineeta
- 2006: IIFA Award/Beste Debütantin für Parineeta